# Jagnjid
Jagnjid je naseljeno mjesto u općini Uskoplje, Federacija Bosne i Hercegovine, BiH.

## Povijest
Kod Jagnjida nalazi se gradina Sutina ispod koje su pronađeni brojni nalazi iz pretpovijesnog i rimskog perioda. Na lokalitetu Muguša nalazilo se nekoliko rimskih zgrada. Od njih su se sačuvali temelja i rimska opeka, te klesani kamen. U Jagnjidu se na lokalitetu Vučje vrelo nalazi 5 srednjovjekovnih stećaka.

## Stanovništvo

### 1991.
Nacionalni sastav stanovništva 1991. godine, bio je sljedeći:
ukupno: 490
- Muslimani - 319
- Hrvati - 168
- ostali, nepoznati i neopredijeljeni - 3

### 2013.
Nacionalni sastav stanovništva 2013. godine, bio je sljedeći:
ukupno: 304
- Bošnjaci - 288
- Hrvati - 15
- ostali, nepoznati i neopredijeljeni - 1